# Idioma kiowa
El kiowa es una lengua de la familia kiowa-tanoana hablada actualmente por los kiowa de Oklahoma, originalmente se habló principalmente en el condado de Caddo, el condado de Kiowa y el condado de Comanche. El centro tribal kiowa está ubicado en Carnegie (Oklahoma). Como la mayor parte de lenguas indígenas de Estados Unidos actualmente es una lengua amenazada con la extinción.

## Aspectos históricos, sociales y culturales

### Uso y distribución
Laurel Watkins señaló en 1984 que de las estimaciones de Parker McKenzie solo unas 400 personas (la mayor parte de ellos con más de 50 años) podrían hablar kiowa y que raramente la lengua era hablada por los niños de la comunidad. Una cifra más reciente de McKenzie es que unos 300 adultos podrían hablarlo con «diferentes grados de fluencia», este dato es recogido por Mithun (1999) dentro de un grupo étnico de 12 242 kiowas (censo estadounidense de 2000).
La Intertribal Wordpath Society, una organización sin ánimo de lucro dedicada a preservar las lenguas indígenas de Oklahoma, estimó que el número máximo de hablantes fluentes de kiowa en 2006 era de solo 400. Un artículo periodístico de 2013 estimó que solo quedaban 100 hablantes fluentes.

### Esfuerzos de revitalización
Las autoridades de la tribu kiowa ofrecen clases semanales en la Jacobson House, un centro indígena sin ánimo de lucro situado en Norman (Oklahoma). Dane Poolaw y Carol Williams siguen enseñando la lengua usando el método de Parker McKenzie.
La Universidad de Tulsa, la Universidad de Oklahoma en Norman y la Universidad de Ciencia y Artes de Oklahoma en Chickasha ofrecen clases de kiowa.
Alecia Gonzales (kiowa-apache, 1926–2011), que enseñó en USAO, creó una gramática didáctica del kiowa llamada Thaum khoiye tdoen gyah: beginning Kiowa language.

## Descripción lingüística

### Fonología
El inventario consonántico del kiowa está formado por 23 unidades:
|                |             | Bilabial | Dental | Alveolar | Palatal | Velar | Glotal |
| -------------- | ----------- | -------- | ------ | -------- | ------- | ----- | ------ |
| no-continuante | voiced      | b        | d      |          |         | ɡ     |        |
| no-continuante | sorda       | p        | t      | ts       |         | k     | ʔ      |
| no-continuante | aspirada    | pʰ       | tʰ     |          |         | kʰ    |        |
| no-continuante | eyectiva    | pʼ       | tʼ     | tsʼ      |         | kʼ    |        |
| Fricativa      | sorda       |          |        | s        |         |       | h      |
| Fricativa      | sonora      |          |        | z        |         |       |        |
| Nasal          | Nasal       | m        | n      |          |         |       |        |
| Aproximante    | Aproximante | (w)      | l      |          | j       |       |        |
Además el kiowa distingue seis timbres vocálicos, con tres niveles distintivos abertura y un contraste entre vocales anteriores-posteriores. Todas estas vocales distinguen fonológiamente entre variedades largas/breves, orales/nasales. Las 24 unidades fonológicas vocálicas son:
|         |       | Anterior | Anterior | Posterior | Posterior |
| breve   | larga | breve    | larga    |           |           |
| ------- | ----- | -------- | -------- | --------- | --------- |
| Cerrada | oral  | i        | iː       | u         | uː        |
| Cerrada | nasal | ĩ        | ĩː       | ũ         | ũː        |
| Media   | oral  | e        | eː       | o         | oː        |
| Media   | nasal | ẽ        | ẽː       | õ         | õː        |
| Abierta | oral  | a        | aː       | ɔ         | ɔː        |
| Abierta | nasal | ã        | ãː       | ɔ̃         | ɔ̃ː        |
|         | Anterior | Posterior |
| ------- | -------- | --------- |
| Cerrada |          | uj        |
| Media   |          | oj        |
| Abierta | aj       | ɔj        |
Todos los contrastes fonológicos en las consonantes del kiowa pueden ser justificados mediante una abundante colección de pares mínimos y casi-mínimos. No existe contraste entre la presencia de una oclusiva inicial glotalizada o su ausencia.
| AFI  | Ejemplo | Glosa                   |
| ---- | ------- | ----------------------- |
| /pʼ/ | [pʼí]   | 'hermana [de la mujer]' |
| /pʰ/ | [pʰí]   | 'fuego; colina; pesado' |
| /p/  | [pĩ]    | 'food eating'           |
| /b/  | [bĩ]    | 'neblinoso'             |
| /tʼ/ | [tʼáp]  | 'ciervo, venado'        |
| /tʰ/ | [tʰáp]  | 'seco'                  |
| /t/  | [tá]    | 'ojo'                   |
Las oclusivas eyectivas y aspiradas se artículan muy enérgicamente. Las oclusivas no-aspiradas son tensas, mientras que las sonoras son laxas. La fricativa alveolar sorda /s/ se asimila a [š] ante /y/.
| Ortografía | Pronunciación | Glosa           |
| ---------- | ------------- | --------------- |
| sét        | [sét]         | 'oso'           |
| syân       | [šẽnˀ]        | '[ser] pequeño' |
| sân        | [sânˀ]        | 'niño'          |